# Karl Wilhelm Eugen von Baden-Durlach
Karl Wilhelm Eugen von Baden-Durlach (* 13. November 1713; † 9. Mai 1783); schlug eine Militärlaufbahn ein; 1743 war er zusammen mit seinem Bruder Karl August von Baden-Durlach Mitglied der vormundschaftlichen Regierung (für seinen Großneffen Karl Friedrich) von Baden-Durlach.
Karl Wilhelm Eugen war der zweite Sohn von Christoph von Baden-Durlach und Marie Christine Felizitas zu Leiningen-Dagsburg-Falkenburg-Heidesheim (* 30. Dezember 1692; † 3. Juni 1734), der Tochter des Grafen Karl August zu Leiningen-Dagsburg-Falkenburg-Heidesheim.
1733 wurde er Hauptmann im baden-badischen Regiment „Alt-Baden“ des Ludwig Georg von Baden-Baden (siehe auch Badische Armee). Er zog in den polnischen Erbfolgekrieg, wo er 1734 mit den kaiserlichen Truppen des Prinzen Eugen kämpfte, die versuchten den französischen Belagerungsring um die Festung Philippsburg zu sprengen. Im Folgejahr kämpfte er in Norditalien und 1736 in Ungarn und dem Balkan, wo er am österreichischen Türkenkrieg teilnahm. 1741 verließ er die österreichische Armee und trat in die Dienste des Königs von Sardinien-Piemont, Karl Emanuel III., der in diesem Krieg mit Österreich verbündet war. Nach dem Tod der verwitweten baden-durlachischen Markgräfin Magdalena Wilhelmine trat er 1743 vorübergehend an deren Stelle in die vormundschaftliche Regierung der Markgrafschaft ein, die sein Bruder Karl August von Baden-Durlach leitete. Bereits 1744 ging Karl Wilhelm Eugen jedoch wieder zu seinem Regiment. Im Oktober 1744 wurde er bei Cuneo schwer verwundet. 1745 wurde er vom sardischen König zum Brigadier, 1749 zum Generalleutnant und schließlich 1771 zum Generalfeldzeugmeister ernannt.
Als sich während der Verhandlungen der Markgrafen Karl Friedrich (Baden-Durlach) und August Georg Simpert über den Erbvertrag durch katholische Kreise immer neue Störmanöver gestartet wurden, konvertierte der Lutheraner Karl Wilhelm Eugen zum Katholizismus. Er machte sich Hoffnungen durch eine Heirat mit Elisabeth Augusta von Baden-Baden, einer Nichte von August Georg Simpert, in den Besitz der Markgrafschaft Baden-Baden oder zumindest der böhmischen Güter bei Schlackenwerth zu kommen. Da Elisabeth nicht in die Heirat einwilligte, zerschlug sich der Plan jedoch.